# Glaucidium palmatum
Glaucidium palmatum es la única especie del género monotípico Glaucidium perteneciente a la familia Ranunculaceae. Es un endemismo del norte y este de Japón en Hokkaidō y Honshū en las montañas del Mar de Japón.

## Descripción
Es una planta herbácea rizomatosa perennifolia que alcanza un tamaño de 40 cm de altura con un tallo rígido con dos hojas palmatilobadas grandes (20 cm de diámetro).  La flor se produce por separado en la parte superior del tallo, es de 8 cm de diámetro, con cuatro sépalos petaloides de color lavanda (raramente blancas), numerosos estambres y dos carpelos. El fruto es un grupo de folículos.
A veces se la clasifica en su propia familia Glaucidiaceae, Hydrastidaceae o Paeoniaceae.

## Taxonomía
Glaucidium palmatum fue descrita por Philipp Franz von Siebold & Joseph Gerhard Zuccarini y publicada en Abh. Math.-Phys. Cl. Königl. Bayer. Akad. Wiss. 4(2): 184, en el año 1843.
Sinonimia
- Glaucidium palmatum var. leucanthum Makino
- Glaucidium paradoxum Makino
- Glaucidium pinnatum Finet & Gagnep.[6]